# Chevrières, Isère
Chevrières este o comună în departamentul Isère din sud-estul Franței. În 2009, avea o populație de 680 de locuitori.

## Evoluția populației
| An        | 1975 | 1982 | 1990 | 1999 | 2006 | 2009 |
| --------- | ---- | ---- | ---- | ---- | ---- | ---- |
| Populație | 417  | 456  | 503  | 558  | 644  | 680  |